# Los debutantes
Los debutantes è un film del 2003 diretto da Andrés Waissbluth.